# ルイジ・ガルヴァニ (潜水艦・2代)
ルイジ・ガルヴァニ (Luigi Galvani) はイタリア海軍の潜水艦。ブリン級。
1936年12月3日起工。1938年5月22日進水。同年7月29日竣工。
「ルイジ・ガルヴァニ」はイタリア領東アフリカに配備されていた潜水艦の一隻で、イタリアが第二次世界大戦に参戦した1940年6月10日にマッサワからオマーン湾へ向けて出撃した。
6月19日、イタリア潜水艦「ガリレオ・ガリレイ」が敵艦との砲戦の末に捕獲され、命令書が敵の手に渡った。結果、「ルイジ・ガルヴァニ」の作戦は敵の知るところとなり、駆逐艦「キンバリー」とスループ「ファルマス」が配置された。
6月24日未明、浮上中の「ルイジ・ガルヴァニ」は「ファルマス」に発見された。誰何に応答がないと「ファルマス」は102㎜砲による攻撃を開始。艦尾と司令塔に被弾した「ルイジ・ガルヴァニ」は潜航したが、その際「ファルマス」が衝突した。潜航した「ルイジ・ガルヴァニ」は今度は爆雷攻撃を受けた。各所に被害が生じて艦尾では浸水が始まり、艦長はSpanoは浮上を命令。一方、後部魚雷室に居た下士官Pietro Venutiは艦を救うために防水扉を閉めた。艦と共に沈むこととなった彼には、自身の安全を顧みず乗員の多くを救ったとしてMedaglia d'oro al valor militareが贈られた。艦が浮上すると、乗員は脱出。浮上の2分後、「ルイジ・ガルヴァニ」は沈み始めた。乗員25名が艦と共に沈み、1名が艦を離れた後に死亡した。沈没場所は北緯25度55分、東経56度55分である。「キンバリー」が生存者の救助を行った。